# A Trip to Tahiti in the South Pacific
A Trip to Tahiti in the South Pacific è un cortometraggio muto del 1912.

## Produzione
Il film fu prodotto dalla Selig Polyscope Company.

## Distribuzione
Distribuito dalla General Film Company, il film - un documentario di 105 metri - uscì nelle sale cinematografiche statunitensi il 19 aprile 1912. Nelle proiezioni, veniva programmato con il sistema dello split reel, accorpato in un'unica bobina con un altro cortometraggio prodotto dalla Selig, la commedia Bessie's Dream.